# Demobil

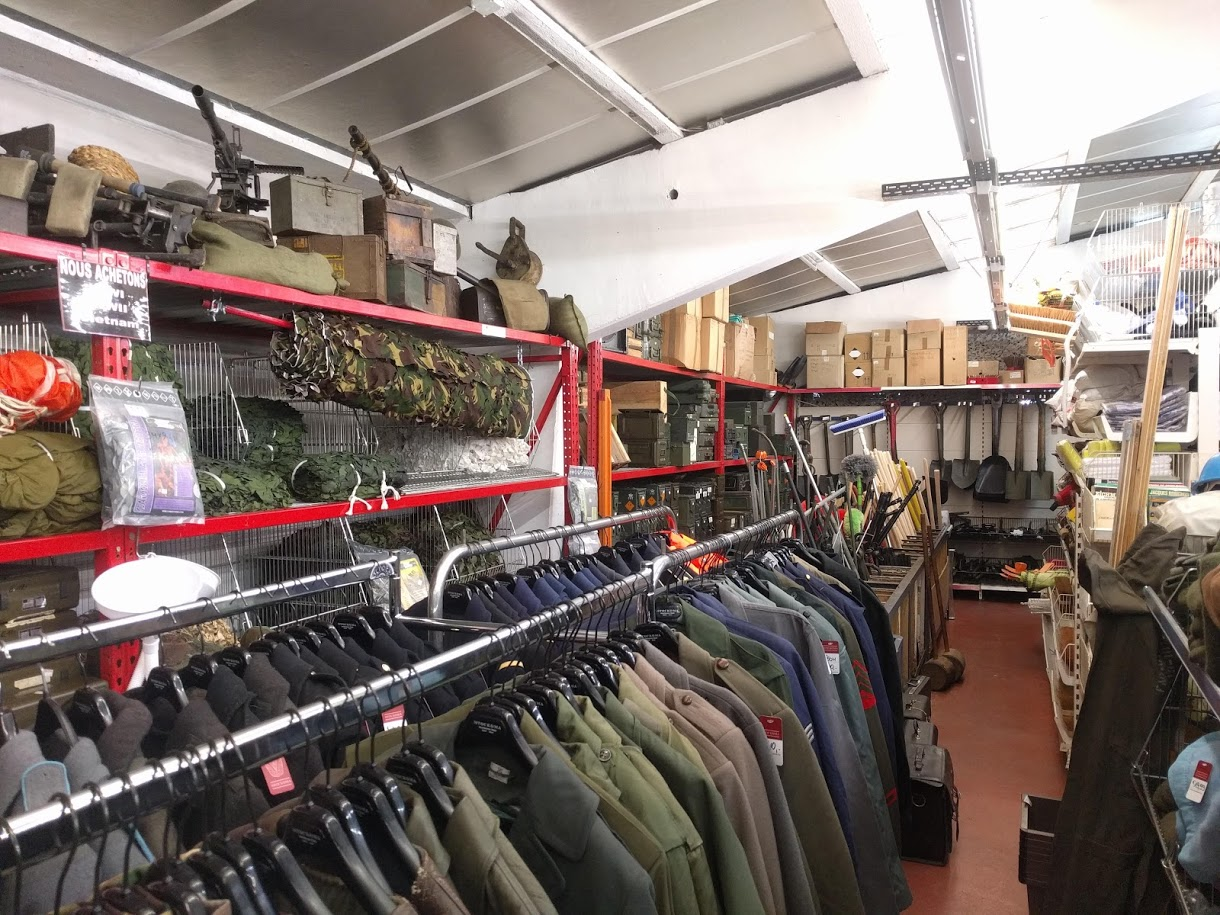
Demobil w ofercie sklepu z militariami

Demobil − wycofany z użytkowania sprzęt wojskowy, przekazywany lub odsprzedawany na rynku cywilnym. Także sprzęt nadprogramowy, pozostały po demobilizacji wojska.
Skład demobilu jest zróżnicowany i może obejmować zarówno oporządzenie indywidualne, pojazdy jak i niektóre elementy uzbrojenia. Jego odbiorcami są z zasady cywile, wykorzystujący zbędne wojsku wyposażenie do prywatnych celów. W Polsce mieniem wojskowym, które wyszło z użycia, dysponuje Agencja Mienia Wojskowego.